# سیارک ۷۲۶۹
سیارک ۷۲۶۹ (به انگلیسی: 7269 Alprokhorov، نامگذاری:1975VK2) هفت هزار و دویست و شصت و نهمین سیارک کشف شده‌است که در ۲ نوامبر ۱۹۷۵ کشف شد.
قدر مطلق سیارک برابر ۱۲٫۶۰ است.